# 에곤산

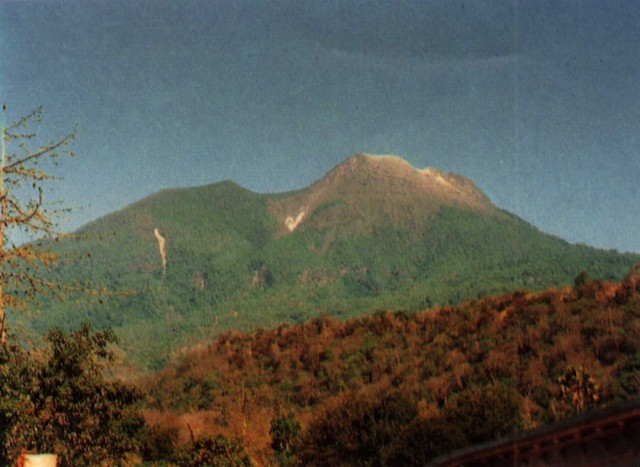

에곤산(Gunung Egon)은 인도네시아 플로레스섬에 있는 성층 화산으로, 활화산이다. 이 화산은 분화구에 유황호가 있으며, 지금도 연기가 펄펄 나오고 있다.